# Comunanza
Comunanza ist eine italienische Gemeinde (comune) mit 2911 Einwohnern (Stand 31. Dezember 2023) in der Provinz Ascoli Piceno in den Marken. Die Gemeinde liegt etwa 18 Kilometer nordwestlich von Ascoli Piceno am Aso und grenzt unmittelbar an die Provinz Fermo. Comunanza ist Teil der Comunità montana dei Sibillini und ist Teil des Nationalparks Monti Sibillini.

## Verkehr
Durch die Gemeinde führt die frühere Strada Statale 78 Picena (heute die Provinzstraße 237) von Macerata nach Ascoli Piceno.